# カセン (バンド)
カセンは、日本の2ピースロックバンド。兵庫県加古川市にて2018年から活動開始、現在は神戸を拠点にしている。バンド名は河川敷の"カセン"から由来。

## メンバー
- みなみ こういち - ボーカル、ギター担当
- けんけん - コーラス、ドラム担当

## ディスコグラフィー
- 何もない街の歌 - 2018年リリース、アコースティックデモ
- グミ・チョコレート・パイン - 2021年リリース、デジタルシングル
- メモリーカード - 2023年リリース、ミニアルバム